# فرودگاه پورت لاینز
 فرودگاه پورت لاینز (به انگلیسی: Port Lions Airport) یک فرودگاه همگانی بهره‌برداری هوایی با کد یاتا ORI است که یک باند فرود شن دارد و طول باند آن ۶۷۱ متر است. این فرودگاه در کشور ایالات متحده آمریکا قرار دارد و در ارتفاع ۱۶ متری از سطح دریا واقع شده است.